# Monkey Dust
Monkey Dust is een Engelse satirische tekenfilmserie, die van 2003 tot 2005 werd uitgezonden door BBC3. De serie werd in België in 2009 uitgezonden door Canvas.
De serie werd gemaakt door Harry Thompson en Shaun Pye, in samenwerking met verschillende animatiestudio's. Er zijn drie seizoenen uitgezonden, maar na de dood van Thompson in 2005 zijn er geen afleveringen meer gemaakt.
De serie bevat zwarte humor in sketchvorm en behandelt taboeonderwerpen als zelfmoord en pedofilie. De sketches gaan visueel naadloos in elkaar over.

## Enkele karakters uit de eerste serie

### Clive Pringle
Clive slentert naar huis, waar zijn vrouw al lange tijd op hem wacht. Als ze vraagt waar hij al die tijd geweest is, vertelt hij haar een ongelofelijk verhaal, dat gebaseerd is op The Lord of the Rings, 2001: A Space Odyssey, de Bijbel of het lied Hotel California van de Eagles. Als zijn vrouw hem confronteert met zijn plagiaat, moet hij de waarheid vertellen, welke meestal een seksuele activiteit betreft, waaronder bestialiteit en sadomasochisme.

### Ivan Dobsky
Ivan is ervan beschuldigd de Meat-Safe Murderer te zijn en zit al enkele decennia gevangen ondanks zijn ontkenning en zijn bewering dat hij de bekennende verklaring heeft getekend na marteling door de politie. Pas nu blijkt na DNA-test dat een ander de moord heeft gepleegd, dus Ivan wordt vrijgelaten. Hij krijgt zijn persoonlijke spullen mee (die typerend zijn voor de jaren 70) en een enorme schadevergoeding, maar omdat hij de verstandelijke vermogens heeft van een klein kind, is hij vooral blij met zijn skippybal, die hij Mr. Hoppy noemt. Op zijn skippybal stuitert hij door de straten en raakt al zijn geld kwijt aan een oplichter. Als hij uiteindelijk erachter komt dat de wereld te veel veranderd is en hij heimwee heeft naar de gevangenis, pleegt hij een moord en wordt terug opgesloten.

### Het bejaarde echtpaar
Een bejaard echtpaar ligt in bed en wenst elkaar welterusten. Als ze in slaap vallen heeft de man homo-erotische dromen. Als ze wakker worden, vraagt de vrouw of hij mooie dromen heeft gehad. De man antwoordt dat hij helemaal niet gedroomd heeft. In de laatste aflevering droomt de vrouw dat zij door motorrijdende lesbiennes wordt meegenomen en deel neemt aan een lesbische orgie. Als haar man haar vraagt waar zij over droomde, zegt ze: "O, over die potten, lieverd."

### Timmy en zijn gescheiden vader
Timmy woont meestal bij zijn moeder en haar nieuwe vriend Roger maar hij heeft een omgangsregeling met zijn vader. Iedere week vertelt Timmy over wat Roger voor hem gedaan of gekocht heeft. De vader heeft het gevoel dat hij geen indruk meer kan maken op zijn zoon en pleegt zelfmoord. Timmy toont vervolgens inmiddels zijn waardering voor zijn vader, maar dan het is te laat.

### De chatroompedofiel
In een zwaar vervuilde kamer zit een rochelende en hijgende pedofiel achter de computer en slaagt er maar niet in om zichzelf als twaalfjarige neer te zetten.

### Geoff
Het is Geoffs fantasie om vreemde mannen oraal te bevredigen in openbare toiletten. Iedere keer raapt hij de moed bij elkaar om voor het eerst dit soort contacten te leggen, maar steeds wordt het een mislukking.

### De Pedojager
Een heksenjager, gebaseerd op Vincent Price' personage uit de film The Witchfinder General, die in iedereen een pedofiel meent te herkennen en hen daarom ook om het leven brengt. Hij is een persiflage op de spreekwoordelijke heksenjacht op pedofielen die vele Britse tabloidbladen vaak voeren. Het zou tevens afgeleid zijn van de beruchte Engelse heksenjager Matthew Hopkins.

### De Islamitische Revolutionaire Jihad voor de Bevrijding van de Islamitische Wereld
Een internationale islamitische terreurorganisatie die iedere jonge islamiet aanspoort om lid te worden van de organisatie. De leider is Omar die slechts twee leden heeft; de jonge tieners Abdul en Shafiq. Deze jongens zijn echter "achterlijk", waardoor hun terroristische acties altijd mislukken.

### Abu de illegaal
Abu is een illegale man uit Pakistan die altijd optimistisch blijft, hoewel zijn situatie steeds nijpender wordt. Hij schrijft regelmatig naar zijn familie in Islamabad hoe geweldig het is in het Verenigd Koninkrijk, hoewel het tegendeel waar is. Hij gaat ten slotte naar een stripclub om daar zijn ideale vrouw te vinden en promoveert daar intussen van deurmat tot gordijn.

### Nazigrootvader
De nazigrootvader is een ogenschijnlijk vriendelijke en zachtaardige bejaarde man die vroeger een hoge functionaris van de NSDAP was. Hij wordt door zijn kleindochter gevraagd om op een feestje te komen, zoals haar verjaardag, diploma-uitreiking of bruiloft. Ze vraagt hem dan om zijn beste pak aan te trekken, maar de oude man realiseert zich dat hij geen beste pak heeft, behalve zijn naziuniform. En zo verschijnt hij dan ook waarbij hij iedereen voor schut zet. Bij één aflevering wordt de oude man naar een bejaardentehuis gebracht door zijn kleindochter en haar man. Als haar grootvader het tehuis binnentreedt, worden alle inwoners bang voor hem en noemen hem "Der Weisse Engel", wat een verwijzing is naar Josef Mengele of een scène uit de Marathon Man.

### Fran Chappell
Fran Chappell is een gewone huismoeder die haar dochters spoorloze verdwijning en het vruchteloze politieonderzoek gebruikt om op televisie in een praatprogramma te verschijnen. Maar dan verschijnt haar vermiste dochter Rebecca terug in de studio en zegt vervolgens ongezouten dat ze nooit verdwenen is en dat haar moeder lijdt aan het syndroom van Münchhausen. Zodra het bedrog is uitgekomen, wordt Fran eruit gegooid en smeekt dan wanhopig om weer op televisie te komen waarbij ze van alles aanbiedt, zoals haar lichaam.

### De gokverslaafde vader
Een vader van een jong meisje is wanhopig verslaafd aan gokken en dit resulteert vaak in beschamende situaties, zoals dat het meisje haar vader betrapt op het stelen van haar zakgeld of het verkopen van haar speelgoed of huisdieren. Ondanks dit alles blijft het meisje haar vader steunen en vergeeft ze het hem iedere keer. Als haar vader vervolgens alles wat van haar was heeft vergokt, sluipt hij de kamer van zijn dochtertje binnen en doet het licht uit. De volgende ochtend vertelt hij het meisje dan met tranen van spijt en wanhoop in zijn ogen wat hij die nacht heeft gedaan. En dat kan zijn dat hij een van haar organen heeft gedeponeerd of dat hij haar tegen betaling seksueel heeft laten misbruiken. Toch vergeeft het meisje hem.

### Jon Swoon
Jon Swoon is een televisiepresentator die in zijn lange programma vooral ijvert om de vrijlating van Ivan Dobsky voor elkaar te krijgen door te beweren dat Dobsky onmogelijk de Gehaktmolendoder kan zijn. Hij wordt echter uiteindelijk zelf door Ivan Dobsky vermoord. Zijn naam is een parodie op de bekende Engelse televisiepresentator Jon Snow.

### De vroedvrouw
Een vrouw die zo graag een kindje wil dat ze bijna iedereen beschouwt als haar eigen kind, zoals jonge katjes in babykleertjes in een kinderwagen. Op het einde ontvoert ze een man, ze bindt hem vast en bevestigt een grote borstpomp aan zijn genitaliën om zijn spermatozoïden te gebruiken voor zichzelf.

### Noodles
Een animatiekonijn dat in een laboratorium wordt gebruikt voor proeven. Omdat hij als animatiekonijn onmogelijk kan sterven, kunnen ze op hem de afschuwelijkste medische experimenten testen. Op het einde weet Noodles wraak te nemen op de wetenschapper door een aambeeld vanaf een half openstaande deur op zijn hoofd te laten vallen.

### Daisy Harris persconferentie
Een incompetente politie-inspecteur die de verdwijning van de zeventienjarige Daisy Harris onderzoekt, doet een persconferentie samen met de pleegouders van het vermiste meisje. De pleegmoeder kijkt steeds met een vuile blik naar haar man die lijkt op Harold Shipman, de moordlustige huisarts. Als haar echtgenoot aan het woord komt tijdens de persconferentie, valt duidelijk op te maken dat hij achter de verdwijning van zijn pleegdochter zit. Verder worden er aanwijzingen getoond die duidelijk in de richting wijzen van de pleegvader waaronder een constructietekening van de dader. Verder lijkt de politie ieder verdacht spoor over het hoofd te zien. In de laatste persconferentie vertelt de onderzoeksleider dat ze de dader hebben gevonden. Dat is een man die een beperkte intelligentie heeft (een verwijzing naar de arrestatie van Barry George als de moordenaar van de Britse tv-presentatrice Jill Dando) en worden bewijzen tegen hem geleverd die eerder aantonen dat hij onschuldig is.

### Tony Blair
Een toespraak van de Engelse minister-president Tony Blair op televisie met de Amerikaanse vlag op de achtergrond, wat verwijst naar zijn pro-Amerikaanse voorkeur. In zijn toespraak doet hij verscheidene onrealistische beloften zoals toverbonen voor ieder huishouden, dat terrorisme in 2006 ten einde zal zijn of dat robots kanker zullen genezen. Ook doet hij verscheidene realistische, maar niet bijzondere beloften zoals de krant op tijd laten bezorgen of huizen laten bouwen die mensen kunnen betalen. Eén belofte die hij op televisie deed – de belofte dat kroegen na elf uur 's avonds open zouden blijven – is echt uitgekomen.

### Saint Stephen Hospital
Een ziekenhuis genaamd Saint Stephen waar veel dingen misgaan, zoals: patiënten die in winkelwagentjes worden vervoerd, een reusachtige bacterie die door het ziekenhuis loopt, mieren die bij patiënten tijdens de operatie naar binnen kruipen, organen die uit patiënten worden verduisterd, een rouwbegeleidster die bij een afdeling aanklopt om de nabestaanden te condoleren terwijl de patiënt nog leeft, zich verontschuldigt en belooft over een uur weer terug te komen, en zuigelingen die aan de verkeerde ouders worden gegeven.

### Postorderbruid
Een forse dikke man van middelbare leeftijd en slechte persoonlijke hygiëne met een voorliefde voor science-fiction bestelt via de postagentschap een Thaise bruid die knap, intelligent en volledig ongevoelig voor zijn walgelijke levensstijl lijkt. Maar zodra hij seks met haar wil en zij hiermee wil wachten tot ze zijn getrouwd, schopt hij haar de deur uit. In de laatste aflevering krijgt de man een Thaise postorderbruid die overduidelijk een transseksueel is met baardgroei, zware stem en onbeschofte houding. Maar ondanks dat accepteert de man zijn bruid omdat hij/zij hem een fellatio geeft, al vraagt hij/zij er vijftig pond voor.

### De taxichauffeur
Een Ethiopische of Eritrese immigrant die een taxichauffeur is, neemt ieder keer dezelfde vrouwelijke passagier met paardenstaart in een groene trui mee en vertelt dan dat hij in zijn vaderland een minister, uitvinder of een nazaat van Haile Selassie was en zijn vrouwelijke passagier zegt dan dat hij haar naar een verkeerde plek heeft gebracht, zoals een haaientank, een autowasstraat, de Melkweg, Trias-tijdperk of Narnia. In de laatste aflevering zegt hij tegen zijn passagier dat hij de beroemdste podiumkomiek ter wereld is, waarop zijn passagier, dit keer David Baddiel, zegt: nietwaar, dat ben ik.

### Sven-Göran Eriksson
Een televisieploeg neemt de kijker mee naar de savanne naar een groep leeuwen die net een zebra opeten, of een primitieve stam die een mensenoffer doet of een groep naakte Afrikaanse vrouwen die zich laten besnijden, en de verslaggever eindigt zijn reportage steevast met "En natuurlijk is het geen verrassing om Sven-Göran Eriksson in de menigte te zien", wat satirisch verwijst naar de toenmalige bondscoach Sven-Göran Eriksson die overal bij aanwezig wil zijn.